# Kankakee River
Der Kankakee River ist der linke Quellfluss des Illinois River in den US-Bundesstaaten Indiana und Illinois. Er hat eine Länge von 214 km und entwässert ein Areal von 13.340 km². Der mittlere Abfluss beträgt 138 m³/s.

## Verlauf
Der Kankakee River entspringt 15 km westsüdwestlich von South Bend im Norden von Indiana. Er fließt die ersten 100 Kilometer in westsüdwestlicher Richtung. Er nimmt den Yellow River von links auf. Später überquert er die Grenze nach Illinois und passiert die Ortschaft Momence. Der Iroquois River, wichtigster Zufluss des Kankakee River, mündet linksseitig in den Fluss. Anschließend wendet sich der Kankakee River nach Nordwesten. Er fließt an den Städten Kankakee und Wilmington vorbei. Schließlich trifft er auf den Des Plaines River, mit welchem er den Illinois River bildet.

## Natur und Umwelt
Knapp 18 Flusskilometer am Unterlauf zwischen Kankakee und Wilmington liegen im Kankakee River State Park.
Der Kankakee River ist ein beliebtes Angel- und Kanugewässer. Es werden hauptsächlich folgende Fischarten im Fluss gefangen: Schwarzbarsch, Glasaugenbarsch, Getüpfelter Gabelwels (Channel catfish), Steinbarsch und Hecht.